# Ernesto Alterio
Ernesto Alterio (Buenos Aires, 25 juli 1970) is een Argentijns acteur. Hij is de zoon van acteur Héctor Alterio en de broer van actrice Malena Alterio.

## Filmografie (selectie)

### Film
- 1998 - Los años bárbaros
- 2001 - Buñuel y la mesa del rey Salomón
- 2002 - El otro lado de la cama
- 2003 - Días de fútbol
- 2005 - El método
- 2010 - Infancia clandestina
- 2017 - Perfectos desconocidos
- 2018 - La sombra de la ley
- 2019 - Ventajas de viajar en tren
- 2020 - Orígenes secretos

### Televisie
- 2017-heden - Las chicas del cable - Sebastián Uribe
- 2018-heden - Narcos: Mexico - Salvador Osuna Nava